# Pablo Muñoz Vega

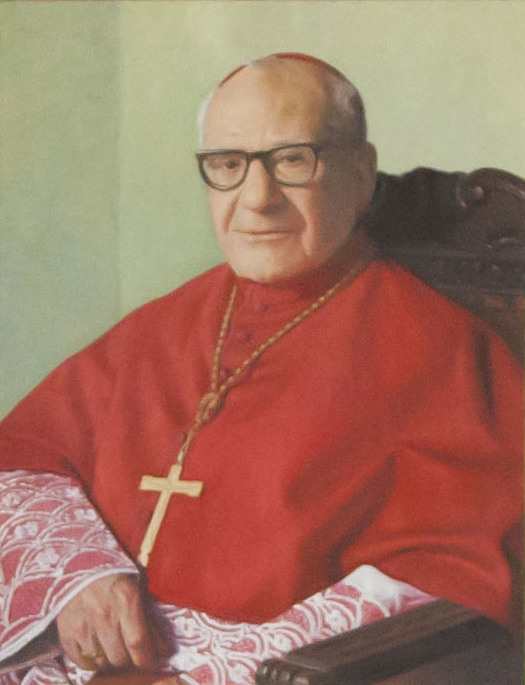
Pablo Kardinal Muñoz Vega

Kardinalswappen von Pablo Muñoz Vega

Pablo Kardinal Muñoz Vega SJ (* 23. Mai 1903 in Mira, Carchi, Ecuador; † 3. Juni 1994) war Erzbischof von Quito.

## Leben
Pablo Muñoz Vega trat 1918 der Ordensgemeinschaft der Gesellschaft Jesu bei und studierte am Mutterhaus der Jesuiten in Ecuador, am Colegio Máximo de Oña im spanischen Burgos und an der Päpstlichen Universität Gregoriana in Rom. Er empfing am 25. Juli 1933 in Rom das Sakrament der Priesterweihe. Nachdem er zunächst an der Gregoriana geblieben war, wurde Muñoz Vega 1949 zum Ordensprovinzial der Jesuiten in Ecuador bestellt, was er bis 1955 blieb. Von 1955 bis 1957 war er Rektor des Pontificio Colegio Pío Latino Americano in Rom und von 1958 bis 1963 Rektor der Päpstlichen Universität Gregoriana.
Am 7. Februar 1964 ernannte ihn Papst Paul VI. zum Titularerzbischof von Ceramus und bestellte ihn zum Koadjutorerzbischof im Erzbistum Quito. Die Bischofsweihe spendete ihm am 19. März 1964 Carlo Kardinal Confalonieri, Sekretär der Konsistorialkongregation (ab 1967 Kongregation für die Bischöfe); Mitkonsekratoren waren Erzbischof Antonio Samorè, Sekretär der Kurie und späterer Kurienkardinal, und Erzbischof Martin John O’Connor, Rektor des Päpstlichen Nordamerika-Kollegs. In der Folge nahm er an der dritten und vierten Sitzungsperiode des Zweiten Vatikanischen Konzils als Konzilsvater teil. Dort beteiligte er sich vor allem an den Diskussionen über die Entwürfe der Erklärung Dignitatis humanae.
Am 23. Juni 1967 ernannte ihn Papst Paul VI. zum Erzbischof von Quito. Darüber hinaus wurde er Präsident der ecuadorianischen Bischofskonferenz.
Da das Erzbistum Quito ein traditionell mit der Kardinalswürde verbundener Bischofssitz ist, wurde Pablo Muñoz Vega am 28. April 1969 von Paul VI. als Kardinalpriester mit der römischen Titelkirche San Roberto Bellarmino in das Kardinalskollegium aufgenommen. Er nahm 1978 jeweils im August und Oktober am Konklave teil.
Am 1. Juni 1985 legte Pablo Muñoz Vega die Leitung des Erzbistums Quito aus Altersgründen nieder, seinem Antrag wurde durch Papst Johannes Paul II. stattgegeben.
Pablo Muñoz Vega starb im Juni 1994 und wurde in der Kathedrale von Quito beigesetzt.